# Biadacz (Opole)
Pour l’article homonyme, voir Biadacz (Kluczbork).
Biadacz est une localité polonaise du gmina de Łubniany dans la voïvodie et le powiat d'Opole.